# Jenelle Kohanchuk
Jenelle Kohanchuk (nacida el 3 de octubre de 1990) es una jugadora de hockey sobre hielo, anteriormente en el programa de hockey sobre hielo femenino de los Boston University Terriers. Competía para el equipo de los Toronto Furies que consiguió la Copa Clarkson en 2014. 

## Carrera jugando
Kohanchuk participó en el Torneo Mac's Midget de 2006 con Balmoral Hall. Al año siguiente compitió en el torneo con Notre Dame. Ganó la medalla de bronce con Manitoba en el Campeonato nacional femenino de menores de 18 años. Ese mismo año, fue parte del Campeonato liga de hockey femenina AAA con los Notre Dame Hounds. Con Notre Dame, fue parte de la victoria de la medalla de oro en el Western Shield de 2007, donde ella fue nombrada jugadora estrella y MVP. En los Juegos de Canadá de invierno de 2007, en Whitehorse, Yukon, Kohanchuck ganó una medalla de plata con el Equipo Manitoba. En 2007-08, Kohanchuk quedó como segunda mejor marcado con los Balmoral Hall Blazers. En 2008, ganó una medalla de oro en el torneo Balmoral Hall en 2008.

### NCAA
En 2008, se unió al programa de hockey sobre hielo femenino de los Boston Terriers. Fue nombrada Hokey East all-rookie team y fue nombrada top rookie en el campeonato de hockey del este en 2008-09. En esa misma temporada, dirigió los Terriers hacia la victoria y fue cocapitana entre todas las novatas de hockey del este. En la temporada siguiente, terminó quinta en la lista de puntuaciones de los Terriers en 2009-10, dirigiendo a todas las de segundo año. Fue parte del equipo de los Terriers que ganó su primer campeonato de hockey del este en 2010. Además, participó con los Hockey East All-Stars en un partido contra la selección nacional femenina de hockey de los Estados Unidos el 22 de noviembre de 2009.

### Hockey en Canadá
La primera experiencia de Kohanchuk con el hockey de Canadá fue cuando ella asistió al campamento de la selección nacional de hockey femenino para menores de 22 años, en Toronto, Ontario, en agosto de 2008. En dos ocasiones separadas, fue miembro de la selección nacional femenina de Canadá para menores de 22 años contra los Estados Unidos de América. La primera serie tuvo lugar en Calgary, Alberta, en agosto de 2009, mientras que la segunda fue en Toronto, Ontario en agosto de 2010. Además, Kohanchuk ganó una medalla de oro con el equipo nacional femenino de menores de 22 años en la Copa MLP de 2010 en Ravensburg, Alemania. Un año después, puntuó uno de los seis goles en el partido por la medalla de oro en la Copa MLP de 2011.

## Estadísticas de la carrera

### Hockey en Canadá
| Año  | Evento                          | GP | G | A | PTS |
| 2009 | U22 Selection camp              | 2  | 0 | 0 | 0   |
| 2010 | MLP Cup                         | 4  | 0 | 3 | 3   |
| 2010 | Exhibition Series (vs. EE. UU.) | 3  | 0 | 1 | 1   |

### NCAA
| Año     | GP | G  | A  | PTS | PIM |
| 2008-09 | 28 | 15 | 16 | 31  | 28  |
| 2009-10 | 27 | 12 | 9  | 21  | 16  |
| 2010-11 | 19 | 6  | 16 | 22  | 14  |

## Premios y honores
- 2009 Hockey East all-rookie team